# 侯瀚如

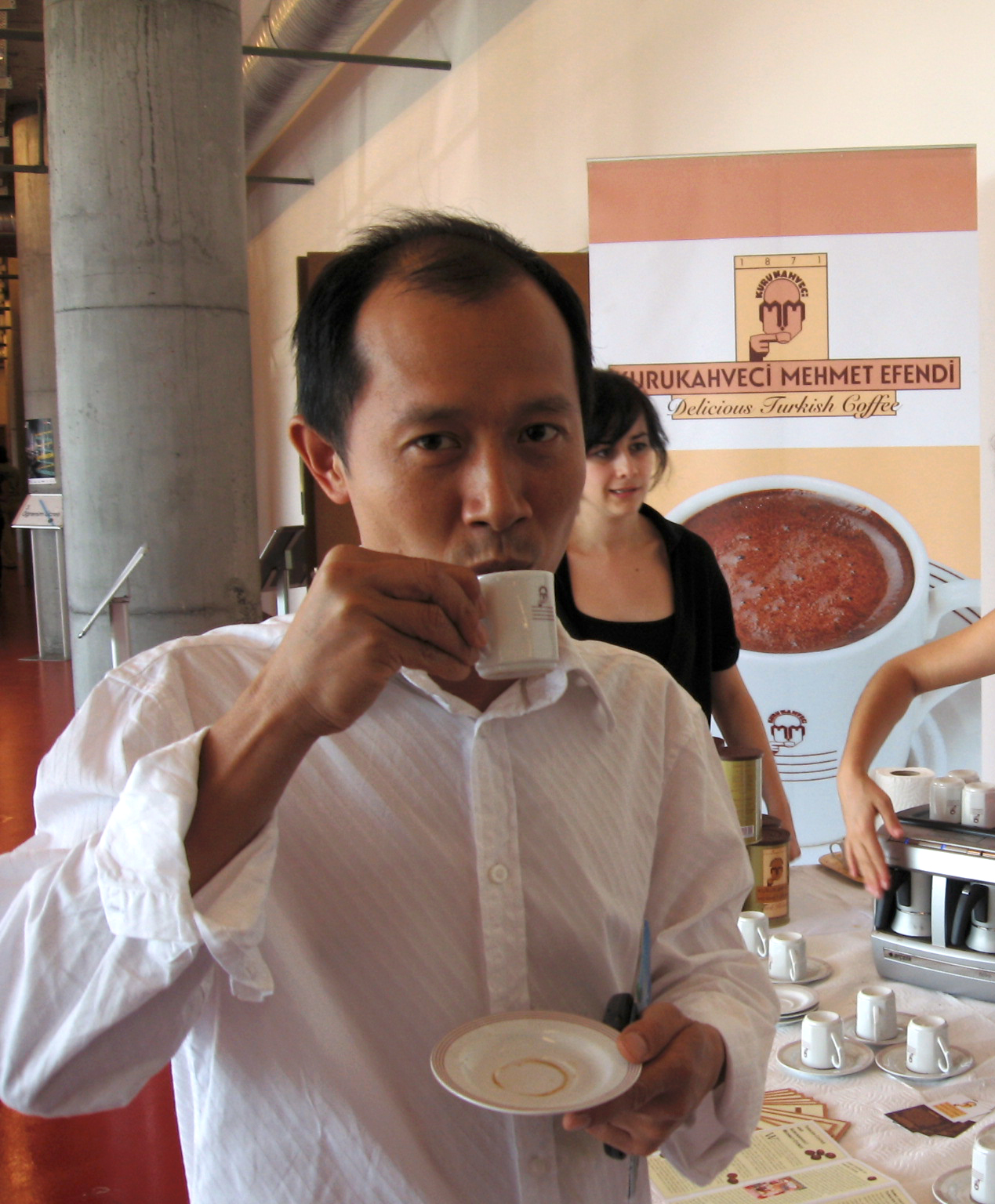
侯瀚如

侯瀚如（1963年—）是一位藝術策展人，批評家。

## 生平
1963年生於中國廣州，1981年考入中央美術學院，1988年碩士畢業，1990年移居巴黎。1990年移居巴黎。曾為荷蘭阿姆斯特丹皇家美術學院教授、美國明尼蘇達州沃克藝術中心國際藝術顧問委員會成員、中國當代藝術奬評委。同時也是歐洲、亞洲以及美國很多藝術基金會的委員和評委。英文文集《在中間地帶》（On the Mid-Ground）於2002年由 Timezone 8 出版。在2006-2012年任職於美國舊金山藝術學院（San Francisco Art Institute （页面存档备份，存于））。
旅法之前，侯瀚如已活躍於中國國內的前衛藝術界，參與了包括1989年於北京中國美術館舉行的「中國現代藝術展」（China / Avant-Garde）在內的多個重要展覽的策劃工作。1990年代初，侯與瑞士出生的策展人漢斯·烏爾裡希·奧布裡斯特（Hans Ulrich Obrist （页面存档备份，存于））共同策劃了「運動中的城市」（Cities on the Move）展覽，在亞洲多個城市展出，引起較大反響。兩人於2005年再次合作，策劃了第二屆廣州三年展（策展人尚包括郭曉彥）。除此之外亦是2007年伊斯坦布爾雙年展總策展人。
侯瀚如被廣泛認為是將中國當代藝術引介到西方世界中的重要人物之一。